# USS Antietam (CV-36)
El USS Antietam (CV/CVA/CVS-36) fue un portaaviones clase Essex de la Armada de los Estados Unidos. Fue el segundo buque de la Armada en llevar este nombre en honor a la batalla de Antietam durante la Guerra Civil de Estados Unidos. El Antietam fue asignado en enero de 1945, demasiado tarde para servir activamente en la Segunda Guerra Mundial. Después de servir un corto tiempo en el Lejano Oriente, fue puesto fuera de servicio en 1949. Fue reasignado de nuevo para servir en la guerra de Corea, ganando dos estrellas de combate en ese conflicto. A principios de la década de 1950 fue designado como portaaviones de ataque (CVA) y posteriormente como portaaviones de guerra antisubmarina (CVS). Después de la guerra de Corea pasó el resto de su carrera operando en el Atlántico, el Caribe y el Mediterráneo. Desde 1957 hasta su desactivación fue el portaaviones de entrenamiento de la Armada, operando en las costas de Florida.
El Antietam fue equipado con una extensión lateral en 1952, para hacerlo el primer portaaviones con una verdadera cubierta de vuelo angulada del mundo. Pero no recibió grandes modernizaciones además de esta y por lo tanto a lo largo de su carrera conservó en gran medida la apariencia clásica de un Essex de la Segunda Guerra Mundial. Fue dado de baja en 1963 y vendido como chatarra en 1974.